# فيرين ساسونيك (آراغاتسوتن)
مدينة فيرين ساسونيك (بالإنجليزية: Verin Sasunik)‏ هي إحدى المدن التابعة لمقاطعة آراغاتسوتن في أرمينيا. يقدر عدد سكانها بـ 164 نسمة حسب الإحصاء الذي جرى عام 2011.